# فرودگاه سنت کونتین
فرودگاه سنت کونتین (به انگلیسی: Saint-Quentin Aerodrome) یک فرودگاه خصوصی است که یک باند فرود شن و چمن دارد و طول باند آن ۹۱۴ متر است. این فرودگاه در کشور کانادا قرار دارد و در ارتفاع ۲۶۷ متری از سطح دریا واقع شده است.